# Бартелеми, Ян

Ян Бартелеми Варела (исп. Yan Bartelemí Varela, р. 5 марта 1980, Нарахо, Куба) — кубинский боксёр, олимпийский чемпион 2004 года, чемпион мира 2001 года, чемпион Панамериканских игр 2003 года.